# Дженифър Гарнър
Дженифър Ан Гарнър (на английски: Jennifer Anne Garner), по-известна като Дженифър Гарнър, е американска актриса, носителка на награди „Златен глобус“ и „Сатурн“, номинирана е за три награди „Сателит“ и четири награди „Еми“. Тя е най-добре позната с ролята си на агент Сидни Бристоу в сериала „Наричана още“. Други известни продукции с нейно участие са „Дявол на доброто“, „Електра“, „Събудих се на 30“, „Пич, къде ми е колата?“, „Пърл Харбър“ и други.

## Биография

### Детство
Родена е на 17 април 1972 година в Хюстън, Тексас, в семейството на Патриша Ан и Уилям Джон Гарнър. Има две сестри, едната е по-малка Сузана Кей Гарнър Карпентър и по-голяма Мелиса Лин Гарнър Уайли.
На 3 години Гарнър започва да играе балет и признава, че обичала да танцува.

### Личен живот
На 19 октомври 2000 г. се омъжва за Скот Фоули, когото среща по време на снимките на „Фелисити“ през 1998 г. Разделят се през март 2003 г. и официално се развеждат на 30 март 2004 г.
На 29 юни 2005 г. се омъжва за Бен Афлек. Имат три деца – две дъщери: Серафина и Вайлет и един син – Самюъл. Развеждат се през октомври 2018 г.

## Избрана филмография
| Година      | Филм                               | Оригинално заглавие                                         | Роля               | Режисьор                                      |
| ----------- | ---------------------------------- | ----------------------------------------------------------- | ------------------ | --------------------------------------------- |
| 1996        | Закон и ред                        | Law & Order (ТВ сериал)                                     | Джейми             | Дик Улф – създател                            |
| 1996        | Шеметен град                       | Spin City (ТВ сериал)                                       | Беки               | Бил Лоурънс, Гари Дейвид Голдбърг – създатели |
| 1997        | Да разнищим Хари                   | Deconstructing Harry                                        | жена в асансьора   | Уди Алън                                      |
| 1997        | Господин Магу                      | Mr. Magoo                                                   |                    | Стенли Тонг                                   |
| 2000        | Пич, къде ми е колата?             | Dude, Where's My Car?                                       | Уанда              | Дани Лайнър                                   |
| 2001        | Пърл Харбър                        | Pearl Harbor                                                | сестра Сандра      | Майкъл Бей                                    |
| 1998 – 2002 | Фелисити (сериал)                  | Felicity                                                    | Хана               | Джей Джей Ейбрамс, Мат Рийвс                  |
| 2002        | Хвани ме, ако можеш                | Catch Me If You Can                                         | Шерил Ан           | Стивън Спилбърг                               |
| 2003        | Дявол на доброто                   | Daredevil                                                   | Електра            | Марк Стивън Джонсън                           |
| 2004        | Събудих се на 30                   | 13 Going On 30                                              | Джена Ринк         | Гари Уиник                                    |
| 2005        | Електра                            | Elektra                                                     | Електра            | Роб Бауманк                                   |
| 2001 – 2006 | Наричана още (сериал)              | Alias                                                       | Сидни Бристоу      | Джей Джей Ейбрамс – създател                  |
| 2006        | Хвани и пусни                      | Catch and Release                                           | Грей               | Сузана Грант                                  |
| 2007        | Кралството                         | The Kingdom                                                 | Джанет Мейс        | Питър Бърг                                    |
| 2007        | Джуно                              | Juno                                                        | Ванеса Лоринг      | Джейсън Райтман                               |
| 2009        | Призраци на бивши гаджета          | The Ghosts of Girlfriends Past                              | Джени Пероти       | Марк Уотърс                                   |
| 2009        | Раждането на лъжата                | The Invention of Lying                                      | Анна               | Рики Джървейс, Матю Робинсън                  |
| 2010        | Денят на влюбените                 | Valentine's Day                                             | Джулия Фицпатрик   | Гари Маршъл                                   |
| 2011        | Артър                              | Arthur                                                      | Сюзън Джонсън      | Джейсън Уинър                                 |
| 2012        | Необичайният живот на Тимъти Грийн | The Odd Life of Timothy Green                               | Синди Грийн        | Питър Хеджес                                  |
| 2013        | Клубът на купувачите от Далас      | Dallas Buyers Club                                          | д-р Йив Сакс       | Жан-Марк Вале                                 |
| 2014        | Ден на подбора                     | Draft Day                                                   | Али                | Айвън Райтман                                 |
| 2014        | Мъже, жени и деца                  | Men, Women & Children                                       | Патриция           | Джейсън Райтман                               |
| 2014        | Александър и безкрайно лошият ден  | Alexander and the Terrible, Horrible, No Good, Very Bad Day | Кели Купър         | Мигел Артета                                  |
| 2015        | Дани Колинс                        | Danny Collins                                               | Саманта Лий Донъли | Дан Фогелман                                  |
| 2016        | Чудеса от рая                      | Miracles from Heaven                                        | Кристи             | Патриша Риджън                                |
| 2016        | Денят на майката                   | Mother's Day                                                |                    | Гари Маршал                                   |
| 2016        | Девет живота                       | Nine Lives                                                  | Лара               | Бари Зоненфелд                                |
| 2016        | За всичко е виновен енотът         | Wakefield                                                   | Даяна              | Робин Суикорд                                 |
| 2017        | Племената на Палос Вердес          | The Tribes of Palos Verdes                                  | Сенди Мейсън       | Брендан Малой, Емет Малой                     |
| 2018        | С любов, Саймън                    | Love, Simon                                                 | Емили Спиър        | Грег Берланти                                 |
| 2018        | Peppermint: Ангел на възмездието   | Peppermint                                                  | Райли Норт         | Пиер Морел                                    |
| 2019        | Парка на чудесата                  | Wonder Park                                                 | Госпожа Бейли      | Дилън Браун                                   |
| 2024        | Дедпул и Върколака                 | Deadpool & Wolverine                                        | Електра Начиос     | Шон Леви                                      |